# Phygadeuon domesticae
Phygadeuon domesticae är en stekelart som beskrevs av Horstmann 1986. Phygadeuon domesticae ingår i släktet Phygadeuon och familjen brokparasitsteklar. Inga underarter finns listade i Catalogue of Life.